# Issole (Alpes-de-Haute-Provence)
Pour les articles homonymes, voir Issole (Var).
L'Issole est une rivière française qui coule dans le département des Alpes-de-Haute-Provence, en region Provence-Alpes-Côte d'Azur. C'est un affluent du Verdon, donc un sous-affluent du Rhône par le Verdon puis la Durance.

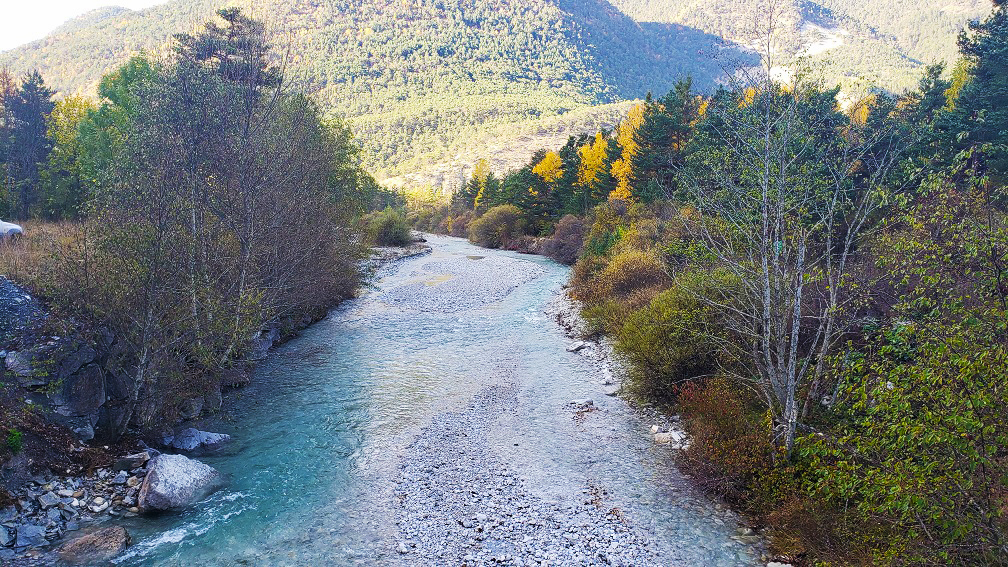
L'Issole en octobre.

## Son parcours
L'Issole prend sa source dans la commune de Thorame-Basse, sous le sommet de Denjuan (2 401 m) et à 1 892 m d'altitude.
Elle coule du nord vers le sud, parallèlement au Verdon avec lequel elle conflue, en rive droite, tout près de Saint-André-les-Alpes, à 888 m d'altitude, juste avant le lac de Castillon. Par le vallon de l'Encure, l'Issole, empruntée par la D 2, met en communication cette commune avec le village de Lambruisse.
Son cours est orienté nord-sud. À la sortie de Thorame-Basse elle borde le massif du Cordœil à l’ouest.
La longueur de son cours est de 28,7 km.

### Communes et cantons traversés
Située dans le seul département des Alpes-de-Haute-Provence, l'Issole traverse quatre communes et deux cantons :
- dans le sens amont vers aval : Thorame-Basse (source), Lambruisse, La Mure-Argens, Saint-André-les-Alpes (confluence) ;

- pour ce qui concerne les cantons traversés, l'Issole prend source dans le canton d'Allos-Colmars et conflue dans celui de Saint-André-les-Alpes, les deux se trouvant dans l'arrondissement de Castellane.

## Affluents
L'Issole a dix affluents référencés :
- le Riou Blanc (rd), 1,7 km, dans la seule commune de Thorame-Basse.
- le Riou Maurel (rd), 2,2 km, dans la seule commune de Thorame-Basse.
- le Ravin de Merdélique (rd), 1,9 km, dans la seule commune de Thorame-Basse.
- l'Estelle (rd), 8,3 km, à Thorame-Basse avec un affluent :
  - le Ravin de Favier (rd), 4,9 km, à Thorame-Basse.
- le Riou Tort (rg), 4,4 km, dans les deux communes de Thorame-Basse et Thorame-Haute en provenance du Lac des Sagnes avec un affluent :
  - le Ravin de Rigaudrau (ou Rigoudrau) (rd), 2,3 km, dans la seule commune de Thorame-Basse.
- le Ravin du Riou de Séoune (rd), 6,8 km, dans la seule commune de Thorame-Basse.
- l'Encure (rd), 9,4 km, en provenance de Lambruisse et Tartonne avec un affluent :
  - Le Torrent de Chauchaous (rg), 1,3 km, dans la seule commune de Lambruisse.
- le Ravin de Fouranne (rd), 3,1 km, dans les deux communes de Lambruisse et Saint-André-les-Alpes.
- le Ravin de la Moulière (rg), 6,3 km, dans les trois communes de Thorame-Basse, Saint-André-les-Alpes et La Mure-Argens.
- le Ravin de l'Aget (rd), 3,3 km, dans la seule commune de Saint-André-les-Alpes.

- Géoportail ajoute le Canal de la Bâtie en rive droite sur la commune de Thorame-Basse.

[pas clair] le rang de Strahler est de trois.

## Hydrologie
Le débit de l'Issole a été observé à Saint-André-les-Alpes sur une période de 110 ans (1904-2013).
Le débit moyen annuel de la rivière y est de 2,68 m3/s, pour une surface prise en compte de 137 kilomètres carrés, soit la quasi-totalité de son bassin versant de 147 km2, et à 931 m d'altitude.
La rivière présente des fluctuations saisonnières de débit typiques des torrents de haute montagne, liées à son régime surtout nival. Les hautes eaux de printemps portent le débit mensuel à des valeurs allant de 3,10 à 4,79 m3/s, de mars à juin inclus (avec un sommet en avril et en mai). Elles sont dues essentiellement à la fonte des neiges, bien que des pluies se produisent également. À partir du mois de juin, le débit baisse rapidement pour atteindre l'étiage d'été dont le plancher se situe en août (1,03 m3/s). Dès octobre le débit remonte rapidement vers un second sommet en novembre, lié aux précipitations d'automne (3,50 m3/s), puis baisse légèrement de décembre à février sous l'effet des gels hivernaux (2,03 m3/s à son plancher de janvier), valeur qui reste toujours très abondante.
Mais ce ne sont que des moyennes qui cachent des fluctuations bien plus prononcées sur de plus courtes périodes, et selon les années.
Étiage

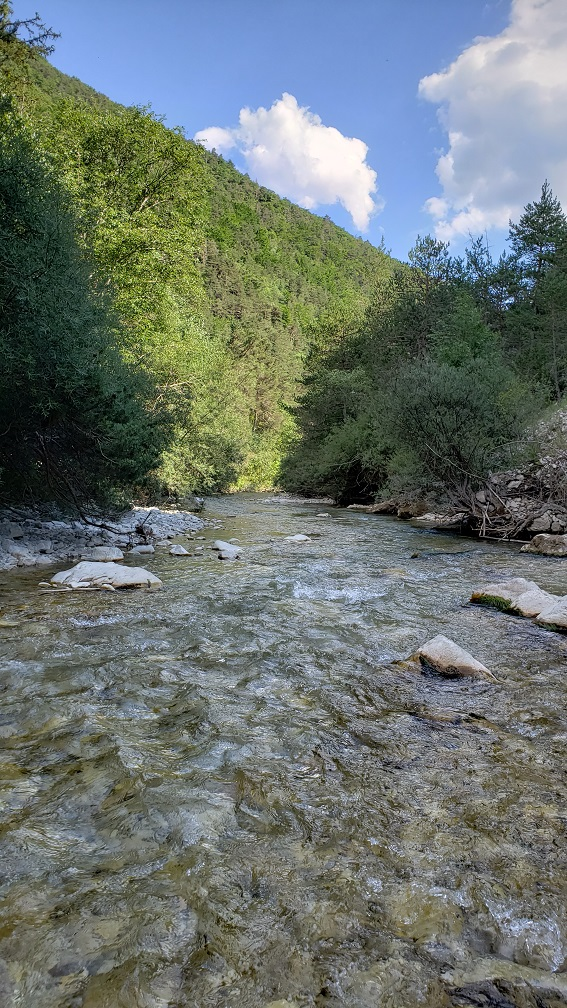
L'Issole en aval de Thorame-Basse.

Le VCN3 peut en effet chuter jusque 0,360 m3/s en cas de période quinquennale sèche (360 litres), ce qui n'est pas encore très sévère, compte tenu de la petitesse du bassin versant.
Crues
Les crues peuvent être assez importantes, compte tenu de la taille peu élevée bassin versant. Les QIX 2 et QIX 5 valent respectivement 36 et 54 m3/s. Le QIX 10 est de 67 m3/s, le QIX 20 de 78 m3/s, tandis que le QIX 50 se monte à 93 m3/s. Le QIX 100 est encore non calculé.
Toujours à Saint-André-les-Alpes, le débit instantané maximal enregistré a été de 90 m3/s le 1er novembre 1976, tandis que la valeur journalière maximale était de 89 m3/s le 12 novembre de la même année. Si l'on compare la première de ces valeurs à l'échelle des QIX de la rivière, l'on constate que cette crue était d'ordre cinquantennal, et donc relativement exceptionnelle. Le 5 novembre 1994 la hauteur maximale instantanée a été de 191 cm soit 1,91 mètre.
L'Issole est une rivière fort abondante, puissamment alimentée par les précipitations importantes qui tombent sur les hauts sommets de son bassin versant. La lame d'eau écoulée dans ce dernier est de 617 millimètres annuellement (moyenne de la France tous bassins confondus : 320 millimètres). Le débit spécifique (Qsp) se monte de ce fait à 19,5 litres par seconde et par kilomètre carré de bassin.

## Pêche et AAPPMA
L'Issole dépend de l'AAPPMA "La truite du Haut Verdon".

## Écologie
Sur son cours, une ZNIEFF de type II est décrite depuis 1988 sur 2 469 hectares, dans les trois communes de Mure-Argens, Thorame-Basse, et Thorame-Haute, référencée no 930012718 Montagne de Cordeil - Bois du pré d'Issole